# Paratuerta
Paratuerta là một chi bướm đêm thuộc họ Noctuidae.

## Loài
- Paratuerta abrupta Rothschild, 1924
- Paratuerta featheri Fawcett, 1915
- Paratuerta marshalli Hampson, 1902
- Paratuerta undulata Berio, 1970